# オーエックスエンジニアリング
株式会社オーエックスエンジニアリング(OX ENGINEERING Co.,Ltd.)は、日本を代表する車椅子メーカーである。本社は千葉県千葉市にある。

## 概説

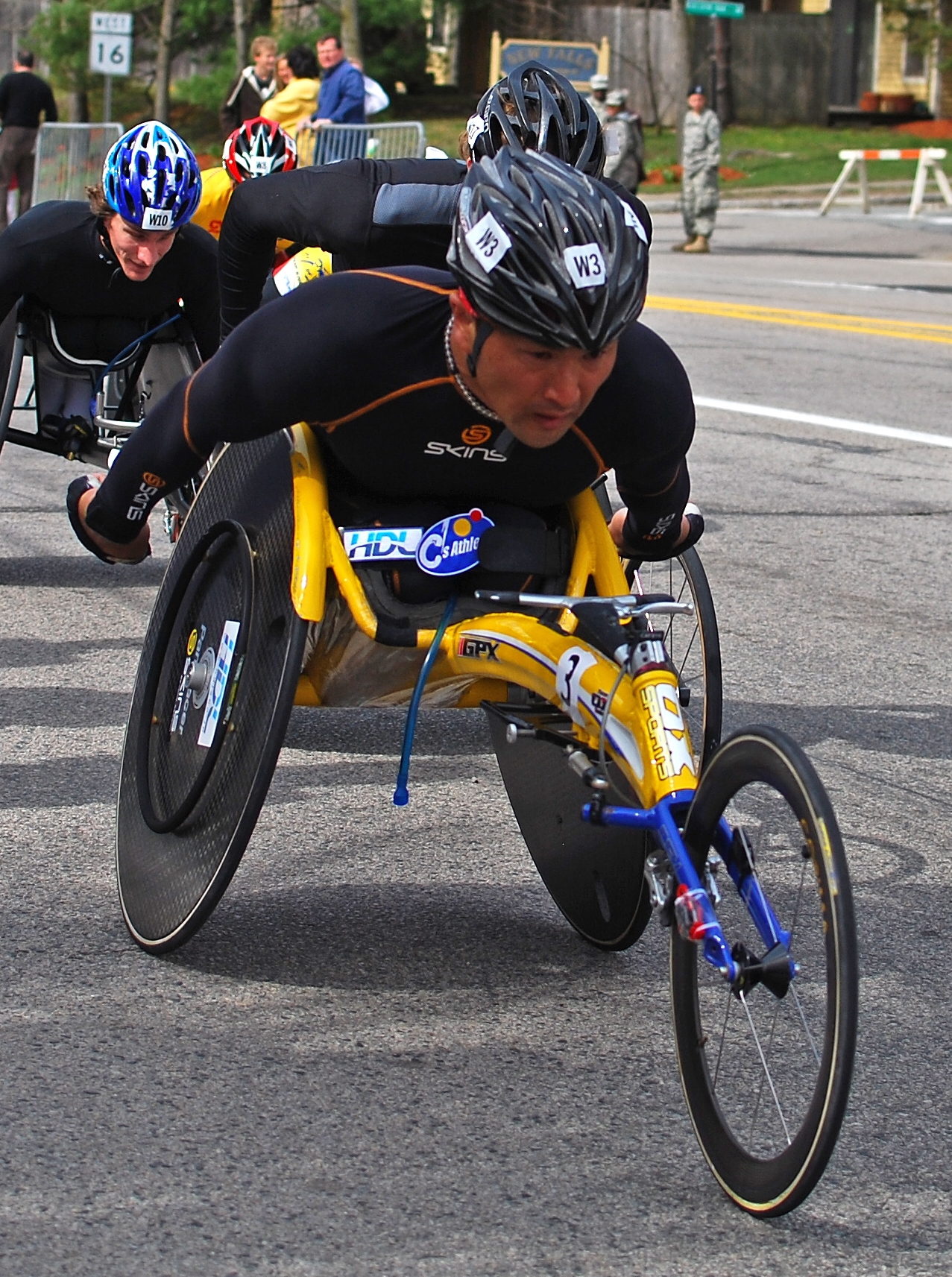
GPX-R11（副島正純/2011ボストン）

1976年11月に創業したヤマハ系のオートバイショップ、スポーツショップイシイ（SS-ISHII）（現株式会社オーエックスレーシング）が母体である。創業者の石井重行は1984年オートバイの試乗中の不慮の事故により脊髄を損傷し、車椅子生活を余儀なくされた、既存メーカーのオーダーメイド車椅子を使用したが、何台乗り換えてもそれらの機能・デザインに満足できず、1985年、個人的プロジェクトを立ち上げ、ハンドメイドで車椅子の製作改良を重ねていく。事業化を決意したのは1990年9月、ドイツで開催されたIFMA（国際自転車オートバイ見本市）視察の際乗っていた車椅子を現地記者に賞賛されたことがきっかけであった。ただし、OXの公式HP内の会社沿革には、1989年より車椅子を製作するようになり、1995年に車椅子製造部門が独立した、とあるため食い違いがある。
スポーツショップイシイはオートバイの全日本ロードレース選手権に参戦するレーシングチームを持っており、またオートバイのチューニング用パーツの製造・販売も手がけていたため、アルミニウムやチタン、カーボンといった軽量素材の加工に関するノウハウを豊富に持っていた。製作された車椅子には、そうしたオートバイで培った技術が随所に盛り込まれている。
一般モデルの多くで、シートの固定を通常のネジやリベットではなくマジックテープでおこない、各ユーザーの体格や体位に合わせた微調整やシート部分の丸洗い・交換が簡単に行なるようになっている。また、後輪はホイール中央のボタンを押すことで車軸ごと引き抜くように簡単に取り外せる構造で、こちらも多くの一般自走式モデルで採用されており、メンテナンス時に便利である。
スポーツ用車椅子の開発にも早くから積極的に取り組んでおり、日本人で初めて夏冬のパラリンピックで金メダリストになった土田和歌子や車いすマラソンの第一人者副島正純、車いすテニスのトップランカー国枝慎吾、車いすバスケットボールの日本人初のプロ契約選手安直樹など、国内外のさまざまな車いすスポーツのトップアスリートに機材を提供している。競技用車椅子の製造は以前は同社の競技用車椅子製作部門で行われていたが、2003年からは新たに設立されたグループ会社の株式会社REVが行っている。こちらではスポーツ用だけでなく、より高次元のカスタムフルオーダーメイドの車椅子（日常生活用も含む）も製作している。
2012年12月31日、創業者の石井重行が急逝、これに伴い重行の息子の勝之が代表取締役社長に就任した。

## 使用選手一覧
- 車いすバスケットボール
  - 安直樹
- 車いすテニス
  - 国枝慎吾　ロンドンパラリンピック　男子シングルス　金メダル
- 車いす陸上競技
  - 畑中和　アテネパラリンピック　マラソンT54　金メダル
  - 笹原廣喜　北京パラリンピック　マラソンT54　銀メダル
  - マルセル・フグ　ロンドンパラリンピック　マラソンT54　銀メダル
  - 土田和歌子　アテネパラリンピック　5000m　金メダル
  - 廣道純　シドニーパラリンピック　800m　銀メダル
  - 副島正純　アテネパラリンピック　100m×4リレー　銅メダル
  - 花岡伸和
  - 洞ノ上浩太

他、各競技に国内・海外を問わず多数の使用選手がいる。

## その他
- 自転車（グループ会社のOX Bikesが製造）、犬用車椅子、ハンドサイクルなども製造販売、車椅子レンタルもおこなっている。
- TBS系で放送されたドラマ『ビューティフルライフ』で、常盤貴子扮する主人公・町田杏子が愛用した。
- 週刊アスキー連載のレポート漫画「カオスだもんね!」（水口幸広著）で開発の経緯や製品のポリシーなどが紹介された。これは作中にも登場する担当編集のアカザーこと赤澤賢一郎が下半身不随となり、オーエックスエンジニアリングの車椅子のユーザーとなったことから。その後も2代目車椅子作成レポートなどで漫画や公式ブログなどでも度々登場している。